# Порта-Піа
Порта Піа (італ. Porta Pia) — міська брама у північно-східній частині Авреліанівого муру в Римі, на Номентанській дорозі. 

## Історія
Брама Порта Піа побудована папою Пієм IV неподалік від знесеної Порта Номентана. Це останній архітектурний проєкт Мікеланджело, представлений ним за повідомленням Вазарі в трьох варіантах, з яких понтифік вибрав найдешевший.
Порта Піа були золотими літерами вписані в історію Італії з датою «20 вересня 1870», коли через пролом у стіні поряд з ними в Рим увійшли передові загони берсальєрів. Ця подія ознаменувала собою завершення Рисорджименто. 
11 вересня 1926 року Джино Лучетті скоїв поблизу Піевих воріт невдалий замах на Муссоліні. У 1932 році Беніто Муссоліні наказав відзначити цю подію зведенням на площі перед воротами пам'ятника берсальєрам; в сусідньому будинку помістився присвячений їм музей з гробницею національного героя Енріко Тоті.

## Архітектура
Фасад з безліччю нетипових навіть для маньєризму деталей, більше нагадує театральну завісу над в'їздом в «вічне місто». Фасад було зведено у 1561–1565 роках під наглядом архітектора Джакомо дель Дука. Завершення робіт Мікеланджело вже не побачив. 
У 1851 році у ворота потрапила блискавка, після чого папа Пій IX, вирішив відремонтувати браму, добудувавши з боку міста пишний фронтон у стилі класицизму (арх. Вірджинія Веспіньяні, 1869). У нішах встановили статуї, а над аркою зробили хвалебний напис з приводу «дивовижного порятунку» папи від падіння стіни в сусідній церкві Сант Ан'єзе фуорі ле Мура.